# أمادو لامين غيي
أمادو لامين غيي (20 سبتمبر 1891 في ميدين، السودان الفرنسي - 10 يونيو 1968 في داكار) كان سياسيا سنغاليًا أصبح زعيمًا لحزب العمل السنغالي الاشتراكي. في عام 1945 انتخب هو وشريكه ليوبولد سيدار سنغور لتمثيل السنغال في الجمعية الوطنية الفرنسية. تم انتخاب Gueye أيضًا لعضوية مجلس الشيوخ الفرنسي في عام 1958. أطلق اسمه على قانون لامين غيي لعام 1946 الذي منح الجنسية الفرنسية لجميع سكان مستعمرات فرنسا الخارجية.

## حياة مبكرة
ولد غيي في مدينة ميدين، السودان الفرنسي (الآن جزء من مالي)، في 20 سبتمبر 1891. تلقى تعليمه في فرنسا وتخرج منها كمحام عام 1921. 

## الحياة السياسية

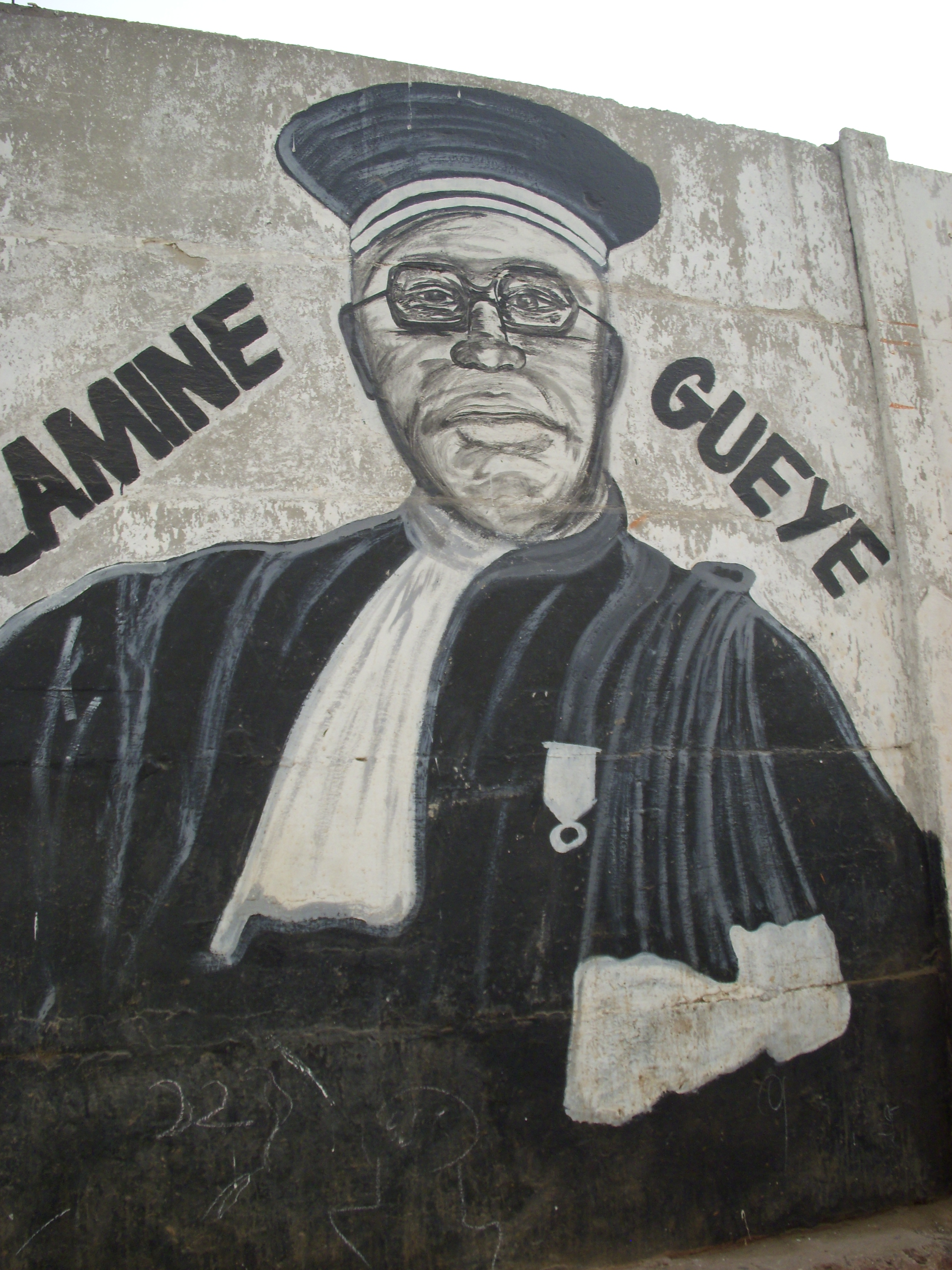
جدارية لامين غيي في داكار، السنغال

عند عودته إلى إفريقيا، أسس حزبًا سياسيًا  وأصبح عمدة سانت لويس في عام 1924. 
أصبح زعيمًا للحزب الاشتراكي الفرنسي في السنغال عام 1937، وانتُخب كواحد من ممثلين سنغاليين في الجمعية الوطنية إلى جانب ليوبولد سنغور في عام 1944. تم انتخابه مرة أخرى في العام التالي، وأصبح أيضًا رئيسًا لبلدية داكار.  تابع غيي ما أصبح يعرف باسم قانون لامين غيي، والذي سعى إلى منح حقوق متساوية لجميع السكان الأصليين في أقاليم ما وراء البحار الفرنسية. صدر هذا في 7 مايو 1946. 
خسر غيي مقعده في الجمعية في انتخابات عام 1951 بعد أن غادر سنغور لتشكيل حزبه. تصالح غي مع سنغور، وانتخب مرة أخرى في عام 1958. بعد عام، تم انتخابه كأول رئيس للجمعية الوطنية المستقلة للسنغال. 

## الوفاة
توفي في داكار في 10 يونيو 1968. في ذلك الوقت، كان رئيسًا للجمعية الوطنية. 

## الحياة الأسرية والخاصة
كان جد المتزلج الألبي السنغالي لامين جويي. 

## روابط خارجية
- سيرة ذاتية على موقع مجلس الشيوخ الفرنسي